# Daniel Gregory Mason

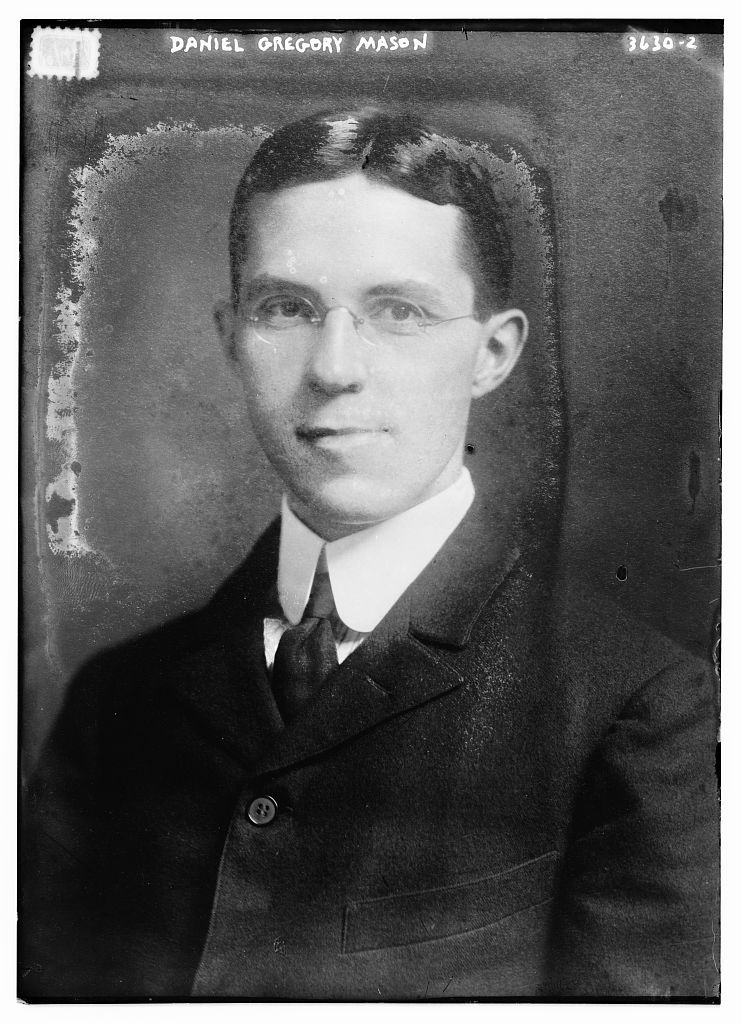
Daniel Gregory Mason (um 1915)

Daniel Gregory Mason (* 20. November 1873 in Brookline, Massachusetts; † 4. Dezember 1953 in Greenwich, Connecticut) war ein US-amerikanischer Komponist.
Der Enkel von Lowell Mason studierte an der Harvard University bei John Knowles Paine, in Boston bei Percy Goetschius und George Whitefield Chadwick und ab 1913 bei Vincent d’Indy in Paris. 1931 wurde Mason in die American Academy of Arts and Sciences und 1938 in die American Academy of Arts and Letters gewählt. Bis 1942 war er Professor für Musik an der Columbia University in New York City.
Mason komponierte drei Sinfonien, ein Klavier- und zwei Streichquartette, eine Violin- und eine Klarinettensonate, Klavier- und Orgelwerke und Lieder.